# Sphingicampa nebulosa
Sphingicampa nebulosa är en fjärilsart som beskrevs av Berthold Neumoegen 1890. Sphingicampa nebulosa ingår i släktet Sphingicampa och familjen påfågelsspinnare. Inga underarter finns listade i Catalogue of Life.